# Gastrotheca aureomaculata
Gastrotheca aureomaculata är en groddjursart som beskrevs av Cochran och Coleman J. Goin 1970. Gastrotheca aureomaculata ingår i släktet Gastrotheca och familjen Hemiphractidae. IUCN kategoriserar arten globalt som nära hotad. Inga underarter finns listade i Catalogue of Life.